# Kaloketos
Kaloketos is een geslacht van kreeftachtigen uit de klasse van de Remipedia (ladderkreeftjes).

## Soort
- Kaloketos pilosus Koenemann, Iliffe, Yager, 2004